# بورلی، آلبرتا
بورلی، آلبرتا (به انگلیسی: Beverly, Alberta) یک منطقهٔ مسکونی در کانادا است که در آلبرتا واقع شده‌است. بورلی ۶۵۸ متر بالاتر از سطح دریا واقع شده‌است.